# BbKontext
bbKontext je název systému PPC kontextové reklamy na Internetu provozovaný firmou Internet Billboard. Původní název systému při spuštění (2004) byl EdWards, 1. února 2005 byl přejmenován na bbKontext, kvůli možné shodě názvů s podobným systémem AdWords společnosti Google, Inc.
Systém bbKontext je v ČR poměrně rozšířený. Šlo první program, který nabízel možnost zobrazení a výdělku z reklamy i menším webům – konkurenční eTarget od zúčastněných webů vyžaduje poměrně vysokou návštěvnost. Výhodou je i propojení bbKontextu s výměnným reklamním systémem BillBoard, který je v ČR také poměrně dobře zavedený. 
Kromě malých webů se v systému bbKontext nachází i některé větší weby, například České noviny, Finanční noviny a mnohé další.

## Konkurence
Systému bbKontext v ČR konkurují zejména následující systémy:
- AdContext
- AdFOX – provozuje společnost Centrum Holdings
- AdSense – provozuje společnost Google
- ElineAd
- eTarget